# Линдси, Хиллари
Хиллари Линдси (или Линдзи; англ. Hillary Lindsey) — американская поэтесса, автор песен в жанре кантри-музыки. Лауреат нескольких премий, в том числе Грэмми за лучшую кантри-песню года «Girl Crush» группы Little Big Town и «Jesus, Take the Wheel» певицы Кэрри Андервуд.

## Биография
См. также «Hillary Lindsey Career» в английском разделе.

## Песни
См. также «Hillary Lindsey List of songs co-written by Lindsey» в английском разделе.
См. также «Категория:Песни, написанные Хиллари Линдси»

## Награды и номинации
| Год  | Ассоциация                    | Категория                | Номинированная работа                                         | Результат |
| ---- | ----------------------------- | ------------------------ | ------------------------------------------------------------- | --------- |
| 2006 | Academy of Country Music      | Song of the Year         | Jesus, Take the Wheel (вместе с Gordie Sampson и Brett James) | Победа    |
| 2006 | Canadian Country Music Awards | SOCAN Song of the Year   | Jesus, Take the Wheel (вместе с Gordie Sampson и Brett James) | Победа    |
| 2006 | Gospel Music Association      | Country Song of the Year | Jesus, Take the Wheel (вместе с Gordie Sampson и Brett James) | Победа    |
| 2007 | Grammy Awards                 | Best Country Song        | Jesus, Take the Wheel (вместе с Gordie Sampson и Brett James) | Победа    |
| 2007 | Grammy Awards                 | Song of the Year         | Jesus, Take the Wheel (вместе с Gordie Sampson и Brett James) | Номинация |
| 2015 | Country Music Association     | Song of the Year         | Girl Crush (вместе с Liz Rose и Lori McKenna)                 | Победа    |
| 2016 | Grammy Awards                 | Song of the Year         | Girl Crush (вместе с Liz Rose и Lori McKenna)                 | Номинация |
| 2016 | Grammy Awards                 | Best Country Song        | Girl Crush (вместе с Liz Rose и Lori McKenna)                 | Победа    |
| 2016 | Academy of Country Music      | Song of the Year         | Girl Crush (вместе с Liz Rose и Lori McKenna)                 | Номинация |